# László Kuncz
László Kuncz (Budapest, 29 luglio 1957 – Budapest, 6 dicembre 2020) è stato un pallanuotista ungherese, vincitore di una medaglia di bronzo alle olimpiadi di Mosca 1980. Ha ottenuto anche un argento mondiale e due medaglie europee (un argento e un bronzo). Vinse tre campionati e tre coppe ungheresi, due edizioni della Coppa dei Campioni, una Supercoppa LEN e una Coppa LEN.